# SD Gundam: GX
SD Gundam: GX est un jeu vidéo de stratégie développé et édité par Bandai en mai 1994 sur Super Nintendo. C'est une adaptation en jeu vidéo de la série basée sur l'anime Mobile Suit Gundam et notamment Super Deformed Gundam,.